# 赤坎湿地公园
赤坎湿地公园是广东省广州市番禺区的一个区级湿地公园，位于广州大学城小谷围岛东北角、外环路以北，毗邻广东药科大学及广州中医药大学，东临珠江沥滘水道，北以江沥海河涌与长洲岛相隔，因临近赤坎涌汇入珠江河口而得名，占地约65公顷，其中水体面积约6公顷，是小谷围岛三个湿地公园中面积最大的一个公园。

## 历史
该地曾被辟为“广州大学城苗圃培育基地”。2016年，番禺区城管局在此基础上兴建赤坎湿地公园，增设悠闲花架、花架平台、湿地栈道、园路、景观石、休息亭、坐凳、绿化种植等，对原有基础设施及绿化植被进行修复。